# SMW Heavyweight Championship
Le SMW Heavyweight Championship (que l'on peut traduire par championnat poids lourd de la SMW) est un championnat de catch (lutte professionnelle) utilisé par la Smoky Mountain Wrestling (SMW) puis la United States Wrestling Association.
Il est créé le 22 mai 1992 quand Brian Lee remporte un tournoi après sa victoire face à Paul Orndorff en finale. Fin 1995, la SMW ferme ses portes puis le titre est utilisé par la United States Wrestling Association jusqu'en février 1996.
Ce championnat a connu 16 règnes pour 10 champions différents et a été vacant deux fois.

## Tournoi désignant le premier champion
Le tournoi désignant le premier champion poids lourd de la SMW a lieu le 22 mai 1992 au cours de Volunteer Slam. Les participants sont :
- Brian Lee[1]
- Buddy Landel[1]
- Dirty White Boy (en)[1]
- Dixie Dynamite[1]
- Jimmy Golden (en)[1]
- Paul Orndorff[1]
- Robert Gibson[1]
- Tim Horner (en)[1]

|  | Quarts de finale     | Quarts de finale     | Quarts de finale | Quarts de finale |                 |                 | Demi-finales | Demi-finales | Demi-finales | Demi-finales |  |  | Finale | Finale | Finale | Finale |
|  |                      |                      |                  |                  |                 |                 |              |              |              |              |  |  |        |        |        |        |
|  |                      |                      |                  |                  |                 |                 |              |              |              |              |  |  |        |        |        |        |
|  |                      |                      |                  |                  |                 |                 |              |              |              |              |  |  |        |        |        |        |
|  | Dirty White Boy (en) | Dirty White Boy (en) | Tombé            | Tombé            |                 |                 |              |              |              |              |  |  |        |        |        |        |
|  | Dirty White Boy (en) | Dirty White Boy (en) | Tombé            | Tombé            |                 |                 |              |              |              |              |  |  |        |        |        |        |
|  | Dixie Dynamite       | Dixie Dynamite       | 7:00             | 7:00             |                 |                 |              |              |              |              |  |  |        |        |        |        |
|  | Dixie Dynamite       | Dixie Dynamite       | 7:00             | 7:00             | Dirty White Boy | Dirty White Boy | 11:00        | 11:00        |              |              |  |  |        |        |        |        |
|  |                      |                      |                  |                  | Dirty White Boy | Dirty White Boy | 11:00        | 11:00        |              |              |  |  |        |        |        |        |
|  |                      |                      | Brian Lee        | Brian Lee        | Tombé           | Tombé           |              |              |              |              |  |  |        |        |        |        |
|  | Brian Lee            | Brian Lee            | Brian Lee        | Brian Lee        | Tombé           | Tombé           | Tombé        | Tombé        |              |              |  |  |        |        |        |        |
|  | Brian Lee            | Brian Lee            |                  |                  |                 |                 |              | Tombé        |              |              |  |  |        |        |        |        |
|  | Buddy Landel         | Buddy Landel         | 7:00             | 7:00             |                 |                 |              |              |              |              |  |  |        |        |        |        |
|  | Buddy Landel         | Buddy Landel         | 7:00             | 7:00             | Brian Lee       | Brian Lee       | Tombé        | Tombé        |              |              |  |  |        |        |        |        |
|  |                      |                      |                  |                  | Brian Lee       | Brian Lee       | Tombé        | Tombé        |              |              |  |  |        |        |        |        |
|  |                      |                      | Paul Orndorff    | Paul Orndorff    | 10:00           | 10:00           |              |              |              |              |  |  |        |        |        |        |
|  | Paul Orndorff        | Paul Orndorff        | Paul Orndorff    | Paul Orndorff    | 10:00           | 10:00           | Tombé        | Tombé        |              |              |  |  |        |        |        |        |
|  | Paul Orndorff        | Paul Orndorff        |                  |                  |                 |                 |              |              |              |              |  |  |        |        |        |        |
|  | Tim Horner (en)      | Tim Horner (en)      | 18:00            | 18:00            |                 |                 |              |              |              |              |  |  |        |        |        |        |
|  | Tim Horner (en)      | Tim Horner (en)      | 18:00            | 18:00            | Paul Orndorff   | Paul Orndorff   | Tombé        | Tombé        |              |              |  |  |        |        |        |        |
|  |                      |                      |                  |                  | Paul Orndorff   | Paul Orndorff   | Tombé        | Tombé        |              |              |  |  |        |        |        |        |
|  |                      |                      | Robert Gibson    | Robert Gibson    | 11:00           | 11:00           |              |              |              |              |  |  |        |        |        |        |
|  | Jimmy Golden (en)    | Jimmy Golden (en)    | Robert Gibson    | Robert Gibson    | 11:00           | 11:00           | 8:00         | 8:00         |              |              |  |  |        |        |        |        |
|  | Jimmy Golden (en)    | Jimmy Golden (en)    |                  |                  |                 |                 |              | 8:00         |              |              |  |  |        |        |        |        |
|  | Robert Gibson        | Robert Gibson        | Tombé            | Tombé            |                 |                 |              |              |              |              |  |  |        |        |        |        |
|  | Robert Gibson        | Robert Gibson        | Tombé            | Tombé            |                 |                 |              |              |              |              |  |  |        |        |        |        |
|  |                      |                      |                  |                  |                 |                 |              |              |              |              |  |  |        |        |        |        |

## Historique
| #  | Champion             | Règne | Date             | Durée              | Lieu                                 | Notes                                                                                        | Réf    |
| -- | -------------------- | ----- | ---------------- | ------------------ | ------------------------------------ | -------------------------------------------------------------------------------------------- | ------ |
| 1  | Brian Lee            | 1     | 22 mai 1992      | 2 mois et 17 jours | Knoxville (Tennessee)                | Il bat Paul Orndorff en finale d'un tournoi.                                                 | [ 1 ]  |
| 2  | Dirty White Boy (en) | 1     | 8 août 1992      | 7 mois et 25 jours | Johnson City (Tennessee)             |                                                                                              | [ 2 ]  |
| 3  | Tracy Smothers       | 1     | 2 avril 1993     | 1 mois et 13 jours | Pikeville (Kentucky)                 |                                                                                              | [ 3 ]  |
| -  | Vacant               | 1     | 15 mai 1993      | 27 jours           | Johnson City (Tennessee)             | Le titre est retiré après la fin controversé d'un match opposant Smothers à Dirty White Boy. | [ 4 ]  |
| 4  | Tracy Smothers       | 2     | 11 juin 1993     | 1 mois et 6 jours  | Knoxville (Tennesse)                 | Il bat Dirty White Boy.                                                                      | [ 5 ]  |
| 5  | Brian Lee            | 2     | 17 juillet 1993  | 6 mois et 27 jours | Johnson City (Tennessee)             |                                                                                              | [ 6 ]  |
| 6  | Dirty White Boy      | 2     | 13 février 1994  | 2 mois et 19 jours | Johnson City (Tennessee)             |                                                                                              | [ 7 ]  |
| 7  | Jake Roberts         | 1     | 2 mai 1994       | 2 mois et 3 jours  | Harriman (Tennessee)                 | Diffusé le 14 mai.                                                                           | [ 8 ]  |
| 8  | Dirty White Boy      | 3     | 5 juillet 1994   | 6 mois et 23 jours | Warrensville (en) (Caroline du Nord) |                                                                                              | [ 4 ]  |
| 9  | Jerry Lawler         | 1     | 28 janvier 1995  | 29 jours           | Knoxville (Tennesse)                 |                                                                                              | [ 9 ]  |
| 10 | Bobby Blaze (en)     | 1     | 26 février 1995  | 1 mois et 13 jours | Knoxville (Tennesse)                 |                                                                                              | [ 10 ] |
| 11 | Buddy Landel         | 1     | 8 avril 1995     | 2 mois et 23 jours | Johnson City (Tennessee)             |                                                                                              | [ 11 ] |
| -  | Vacant               | 2     | 1er juillet 1995 | 1 mois et 11 jours | Barbourville (Kentucky)              | Après un match face à Brad Armstrong au final controversé.                                   | [ 4 ]  |
| 12 | Brad Armstrong       | 1     | 12 août 1995     | 2 mois et 8 jours  | Johnson City (Tennessee)             | Il bat Buddy Landel.                                                                         | [ 4 ]  |
| 13 | Terry Gordy          | 1     | 20 octobre 1995  | 1 mois et 3 jours  | Johnson City (Tennessee)             |                                                                                              | [ 4 ]  |
| 14 | Brad Armstrong       | 2     | 23 novembre 1995 | 2 jours            | Knoxville (Tennesse)                 |                                                                                              | [ 12 ] |
| 15 | Tommy Rich           | 1     | 25 novembre 1995 | 1 mois et 2 jours  | Johnson City (Tennessee)             |                                                                                              | [ 13 ] |
| 16 | Jerry Lawler         | 2     | 27 décembre 1995 | NC                 | Louisville (Kentucky                 |                                                                                              | [ 14 ] |
| -  | Abandonné            | -     | février 1996     | NC                 | NC                                   |                                                                                              |        |